# Typhlops diardii
Typhlops diardii е вид змия от семейство Червейници (Typhlopidae). Видът не е застрашен от изчезване.

## Разпространение
Разпространен е в Бангладеш, Индия, Индонезия (Калимантан и Суматра), Китай (Хайнан и Юннан), Малайзия (Западна Малайзия, Сабах и Саравак), Мианмар, Непал, Пакистан, Папуа Нова Гвинея и Тайланд.